# 세온
세온(1999년 12월 14일 ~ )은 대한민국의 가수다. 2022년 싱글 앨범 [24/7]으로 데뷔했다.

## 방송
- PRODUCE 101 시즌 2 (2017) - 발표순위 79위
- I-LAND (2020) - Part 1 방출

## 음반
- Renaissance : Theater (2024)